# Bolboschoenus novae-angliae
Bolboschoenus novae-angliae är en halvgräsart som först beskrevs av Nathaniel Lord Britton, och fick sitt nu gällande namn av S.Galen Smith. Bolboschoenus novae-angliae ingår i släktet Bolboschoenus och familjen halvgräs. Inga underarter finns listade i Catalogue of Life.